# Chaosphere
Chaosphere es el tercer álbum de estudio de la banda  sueca Meshuggah. Fue lanzado en 1998.
El sonido de Chaosphere es una combinación del thrash metal de álbumes anteriores y la aplastante tecnicalidad que explorarían más tarde en los álbumes siguientes, como Nothing (2002). Se hizo un videoclip de la segunda pista, New Millenium Cyanide Christ, una de las canciones más conocidas de la banda y una de las favoritas de los fanes.
La versión japanesa del álbum contiene una canción extra titulada "Unanything" como la pista 9. Esta canción también fue incluida en el cardsleeve CD promocional como la pista 6.
Este álbum es considerado uno de los más intensos que Meshuggah ha grabado en mucho tiempo, ya que es mayoritariamente atonal, aunque en todo el álbum no se aprecien los solos de guitarra con elementos de jazz fusión de álbumes anteriores.

## Lista de tracks
| N.º | Título                               | Letras         | Música               | Duración |  |
| 1.  | «Concatenation»                      | Haake          | Thordendal           | 4:17     |  |
| 2.  | «New Millennium Cyanide Christ»      | Haake          | Thordendal, Hagström | 5:36     |  |
| 3.  | «Corridor of Chameleons»             | Haake          | Thordendal           | 5:02     |  |
| 4.  | «Neurotica»                          | Hagström       | Hagström             | 5:20     |  |
| 5.  | «The Mouth Licking What You've Bled» | Haake          | Thordendal           | 3:57     |  |
| 6.  | «Sane»                               | Haake          | Kidman, Hagström     | 3:49     |  |
| 7.  | «The Exquisite Machinery of Torture» | Haake          | Haake, Thordendal    | 3:56     |  |
| 8.  | «Elastic»                            | Haake          | Hagström             | 15:30    |  |
| 9.  | «Unanything» (Bonus track japonés)   | (Instrumental) |                      | 3:01     |  |

### Bonus tracks del relanzamiento
| N.º | Título                                                 | Letras | Música           | Duración |  |
| 9.  | «Sane» (Versión demo)                                  | Haake  | Kidman, Hagström | 4:07     |  |
| 10. | «Future Breed Machine» (Versión Mayhem)                | Haake  | Meshuggah        | 8:11     |  |
| 11. | «Futile Bread Machine» (Versión Campfire)              | Haake  | Meshuggah        | 3:29     |  |
| 12. | «Future Breed Machine» (Quant's Quantastical Quantasm) | Haake  | Meshuggah        | 7:30     |  |
| 13. | «Future Breed Machine» (Remix)                         | Haake  | Meshuggah        | 6:46     |  |

## Personal
Meshuggah
- Jens Kidman - voces principales
- Gustaf Hielm - bajo
- Tomas Haake - batería, voz
- Mårten Hagström - guitarra rítmica
- Fredrik Thordendal - guitarra rítmica, guitarra líder, sintetizadores

Producción
- Todas las canciones grabadas y mezcladas en el Dug-Out, Upsala, Suecia.
- Grabación adicional en Área 51 y el estudio Uae-Function, Estocolmo, Suecia.
- Grabación y mixdown por Daniel Bergstrand y Fredrik Thordendal.
- Trabajo artístico y diseño por Tomas Haake.
- Dirección artística por Meshuggah.
- Foto del grupo por John Norhager.
- Masterizado por Peter in de Betou en Cutting Room, Estocolmo, Suecia.

- Datos: Q2254951